# Winthemia reliqua
Winthemia reliqua är en tvåvingeart som beskrevs av Cortes och Campos 1971. Winthemia reliqua ingår i släktet Winthemia och familjen parasitflugor. Inga underarter finns listade i Catalogue of Life.